# Třída Illinois
Třída Illinois byla třída predreadnoughtů amerického námořnictva. Celkem byly postaveny tři jednotky této třídy. Ve službě byly v letech 1900–1920. Po vyřazení byla jedna potopena jako cvičný cíl a ostatní byly sešrotovány.

## Stavba
Celkem byly v letech 1896–1901 postaveny tři jednotky této třídy, pojmenované USS Illinois, USS Alabama a USS Wisconsin.
Jednotky třídy Illinois:
| Jméno     | Loděnice                                | Založení kýlu    | Spuštěna           | Vstup do služby | Poznámka |
| --------- | --------------------------------------- | ---------------- | ------------------ | --------------- | --- |
| Illinois  | Newport News Shipbuilding & Drydock Co. | 10. února 1897   | 4. října 1898      | 16. září 1901   | Od roku 1919 rezerva, vyřazena 1922. V letech 1924–1955 plovoucí kasárna. Roku 1941 přejmenována na Prairie State (IX-15). Do šrotu prodána 1956. |
| Alabama   | William Cramp & Sons, Filadelfie        | 2. prosince 1896 | 18. května 1989    | 16. října 1900  | Od roku 1917 využívána ve výcviku. Vyřazena 1920. Roku 1921 potopena jako cvičný cíl. Roku 1924 vrak vyzvednut a sešrotován.                      |
| Wisconsin | Union Iron Works, San Francisco         | 9. února 1897    | 26. listopadu 1898 | 4. února 1901   | Od roku 1915 využívána ve výcviku. Vyřazena 1920. Do šrotu prodána 1922.                                                                          |

## Konstrukce

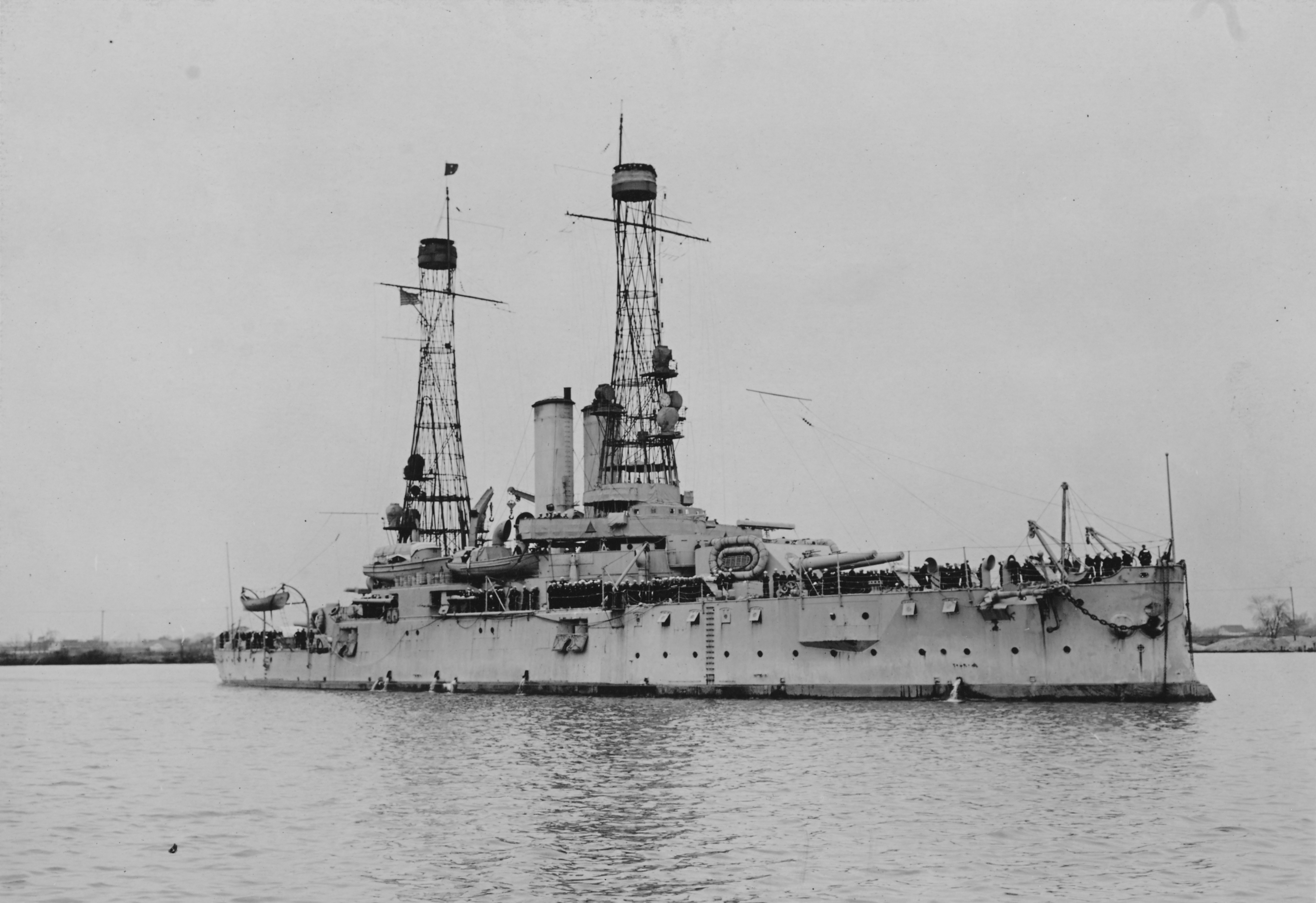
USS Alabama (BB-8) po modernizaci (viz mřížové stožáry)

Konstrukce třídy Illinois byla zcela nová. Hlavní výzbroj tvořily čtyři 330mm kanóny umístěné v dvoudělových věžích nového typu, umístěných na přídi a na zádi. Sekundární výzbroj čtrnácti 152mm kanónů byla umístěna v kasematách a na nástavbě. Lehkou výzbroj představovalo šestnáct 57mm kanónů a šest 37mm kanónů. Dále byly neseny čtyři 457mm torpédomety. Pohonný systém tvořilo osm cylindrických kotlů a dva parní stroje o výkonu 10 000 ihp, pohánějící dva lodní šrouby. Nejvyšší rychlost dosahovala 16 uzlů.

### Modernizace

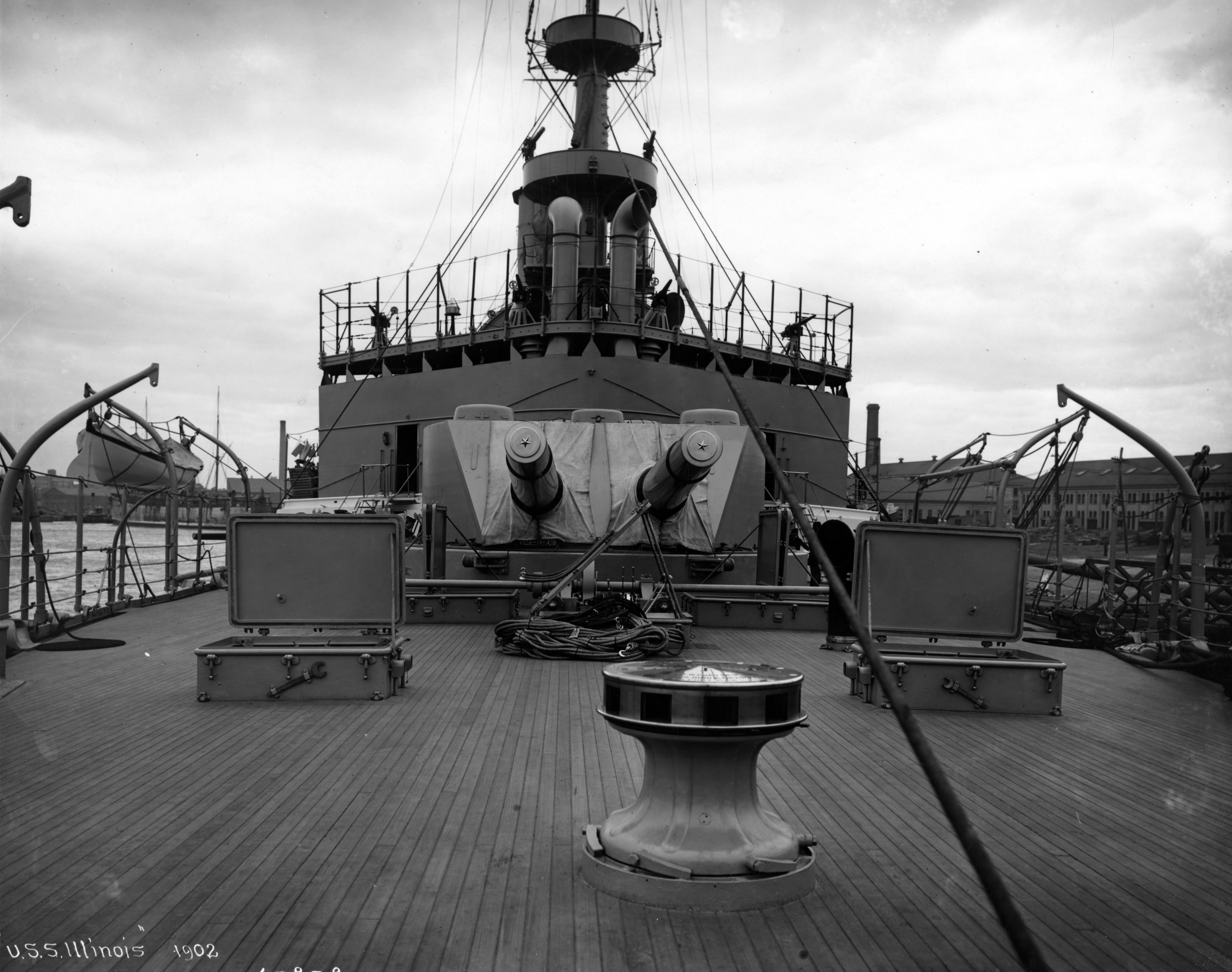
USS Illinois (BB-7)

V letech 1909–1912 byly všechny jednotky modernizovány. Hlavní viuzuální změnou byla instalace nových mřížových stožárů. Odstraněny byly torpédomety a dvanáct 57mm kanónů, přičemž je nahradily čtyři 76mm kanóny. Původně kotle byly vyměněny za nové kotle Mosher. Roku 1919 byl počet 152mm kanónů zredukován na osm hlavní. Dále byly instalovány dva protiletadlové 76mm kanóny.

## Služba

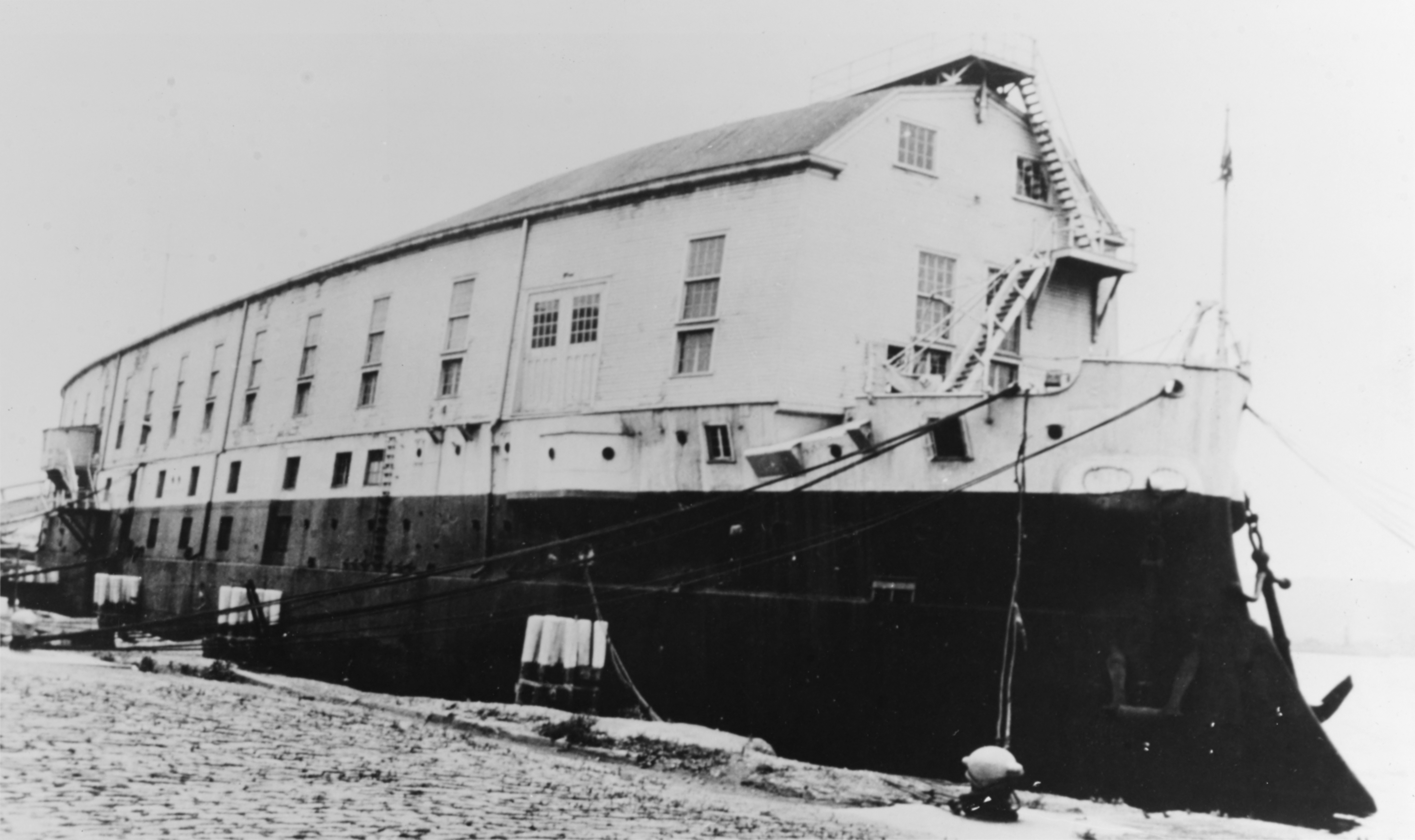
USS Prairie State (IX-15) byl hulk využívající trup vyřazené bitevní lodě Illinois

V letech 1907–1909 se všechny tři účastnily plavby tzv. Great White Fleet kolem světa.
Za první světové války sloužily k výcviku. V roce 1920 byly zcela vyřazeny. Wisconsin byl prodán k sešrotování v roce 1922, Alabama byla použita jako cvičný cíl pro letadla a v roce 1924 sešrotována. Illinois byla sešrotována až v roce 1956.